# Georg Sverdrup (teolog)
Georg Sverdrup, född den 16 december 1848 i Balestrand, Sogn, död den 3 maj 1907 i Minneapolis, var en norskamerikansk kyrkoman, son till Harald Ulrik Sverdrup, bror till Jakob Sverdrup. 
Sverdrup tog prästexamen i Kristiania 1871,  studerade semitiska språk i Tyskland med flera länder och anställdes 1874 som professor i gammaltestamentliga vetenskaper vid Augsburg Seminary i Minneapolis, vars styresman han blev 1878 och som under hans ledning blev medelpunkten för norsk-lutherska kyrkan i Amerika. År 1890 slöt han sig med sitt samfund till Den forenede norsk-lutherske kirke i Amerika, men skilde sig 1897 därifrån och stiftade Den lutherske frikirke, vars organ "Lutheraneren" han redigerade, och han deltog i uppsättandet av veckoskriften "Folkebladet". Genom Sverdrup grundlades den norsk-amerikanska missionen på Madagaskar, och han redigerade sedan 1901 dess organ "Gasseren". Sverdrups Samlede skrifter i udvalg (6 band, 1909-12) utgavs av Andreas Helland.